# Jan Turczynowicz
Jan Leon Turczynowicz (ur. 30 marca 1885 w Lublinie, zm. 26 października 1934 tamże) – polski adwokat, samorządowiec, prezydent Lublina.

## Życiorys
Pochodził z rodziny szlacheckiej. Jego ojciec z zawodu był rejentem, wziął udział w powstaniu styczniowym. Podczas nauki w IV Gimnazjum w Warszawie, rozpoczął działalność konspiracyjną, za co został wydalony z gimnazjum. W 1904 wyjechał do Petersburga, gdzie ukończył gimnazjum, a następnie prawo na uniwersytetach w Petersburgu i Dorpacie, ukończywszy je w 1912. W tym czasie pozostawał w kontakcie z PPS.
W 1912 powrócił na ziemie polskie. Praktykował jako adwokat w Lublinie, prowadząc największą kancelarię w mieście. W latach 1930-1932 pełni funkcję dziekana Rady Adwokackiej w Lublinie.
Od 1916 był także miejskim radnym i wiceprezydentem, a od 22 października 1918 do 2 marca 1919 prezydentem Lublina. Za jego staraniem rozpoczęto rozbudowę infrastruktury miejskiej (m.in. skomunikowano ulicę Lipową z dworcem i Bronowicami). 
Od 1920 do 1926 był prezesem Rady Miejskiej w Lublinie. Potem był adwokatem. Jednocześnie pełnił funkcję prezesa Biblioteki Publicznej im. Łopacińskiego w Lublinie.

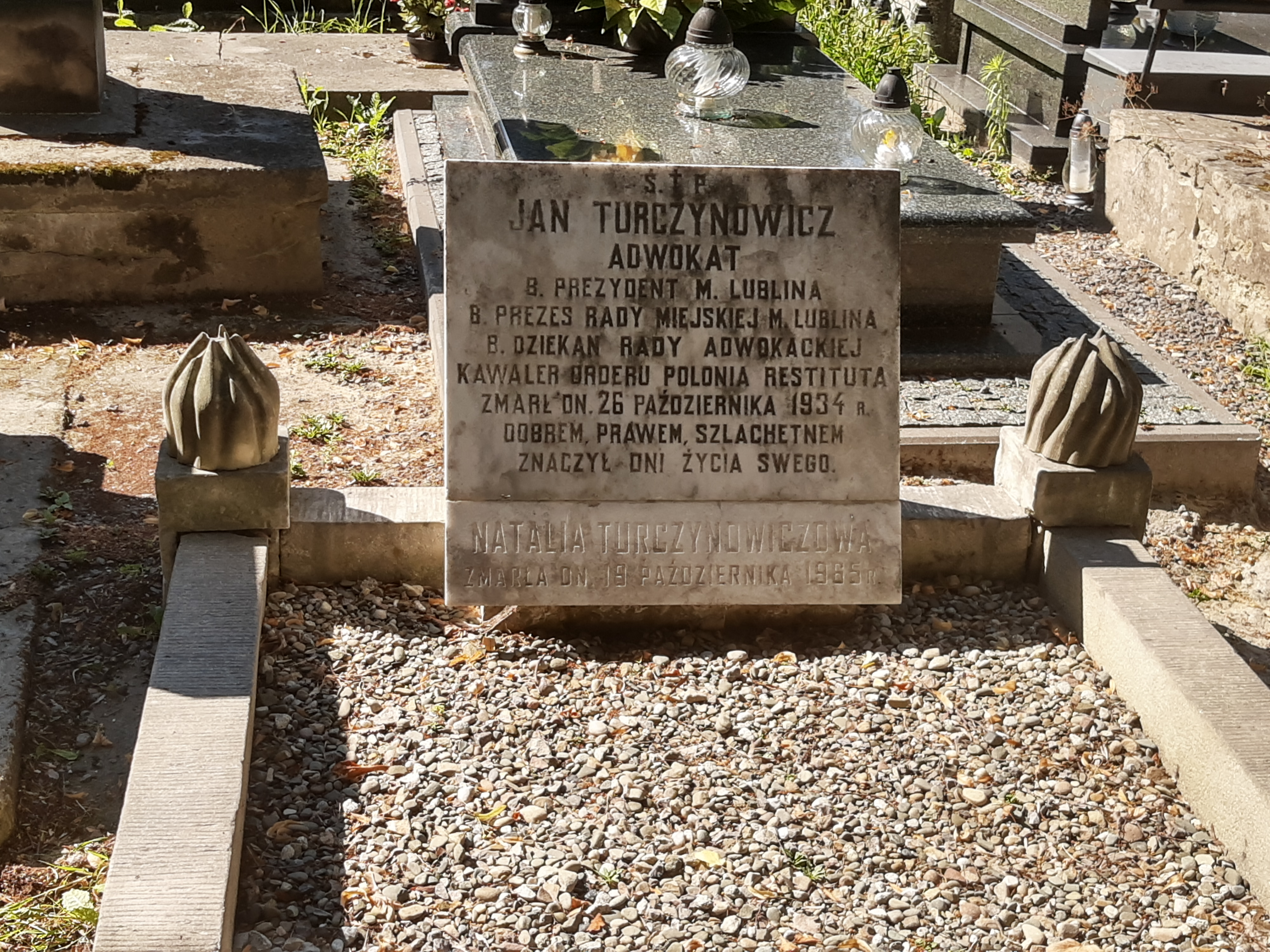
Grób Jana Turczynowicza

Popełnił samobójstwo. W „Głosie Lubelskim” napisano, że „śmierć została spowodowana głęboką depresją duchową na tle trudności, w jakich się ostatnio znalazł”
Został pochowany na Cmentarzu przy ulicy Lipowej. 

## Odznaczenie
- Krzyż Oficerski Orderu Odrodzenia Polski (7 listopada 1925)[4]

## Upamiętnienie
Jego imieniem nazwano ulicę w lubelskiej dzielnicy Węglin Północny.